# Юнацька ліга УЄФА 2020—2021
Юнацька ліга УЄФА 2020—2021 — запланований восьмий розіграш Юнацької ліги УЄФА, клубного футбольного турніру серед юнацьких команд європейських клубів, проведеного УЄФА. 
Спочатку турнір мав розпочатися у вересні 2020 року, але був відкладений через пандемію COVID-19 у Європі. 24 вересня 2020 року УЄФА оголосив про новий формат турніру: замість групового етапу для Шляху Ліги чемпіонів УЄФА та двоматчевих протистоянь Шляху національних чемпіонів усі раунди Юнацької ліги мали пройти в один матч на виліт зі стадії 1/32 фіналу. 27 січня 2021 року відбулося жеребкування розіграшу, тим не менш через продовження пандемії 17 лютого 2021 року Виконавчий комітет УЄФА скасував турнір, так і не провівши жодної гри.

## Команди
Всього в турнірі беруть участь 64 команди:
- Юнацькі команди 32 клубів, що беруть участь у груповому етапі Ліги чемпіонів УЄФА 2018—2019 беруть участь у Шляху Ліги чемпіонів УЄФА.
- Переможці національних юнацьких турнірів 32 найкращих асоціацій у відповідності з їх рейтингом беруть участь в Шляху національних чемпіонів (Асоціації, які не мають переможця національного юнацького турніру і національного чемпіона, який вже потрапив в Шлях Ліги чемпіонів УЄФА, будуть замінені наступною асоціацією в рейтингу УЄФА).

## Склади команд
Гравці мають бути народжені не раніше 1 січня 2002 року. Заявка клубу може складати не більше 40 гравців. Дозволено заявити максимум 5 гравців, які народилися з 1 січня 2001 по 31 грудня 2001 року, з яких максимум 3 можуть бути заявлені на конкретний матч.

## 1/32 фіналу
Матчі мали відбутися 24 лютого, 2, 3 і 4 березня 2021 року.
| Команда 1                | Рахунок   | Команда 2           |
| ------------------------ | --------- | ------------------- |
| Олімпіакос               | 3 березня | Манчестер Сіті      |
| Інтернаціонале           | 3 березня | Баварія (Мюнхен)    |
| Севілья                  | 3 березня | Парі Сен-Жермен     |
| Шахтар (Донецьк)         | 3 березня | Порту               |
| Аякс (Амстердам)         | 3 березня | Краснодар           |
| Манчестер Юнайтед        | 2 березня | Реал Мадрид         |
| Істанбул Башакшехір      | 2 березня | Брюгге              |
| Аталанта                 | 2 березня | РБ Лейпциг          |
| Зеніт (Санкт-Петербург)  | 3 березня | Ренн                |
| Ювентус                  | 2 березня | Боруссія (Дортмунд) |
| Мідтьюлланн              | 3 березня | Атлетіко (Мадрид)   |
| Челсі                    | 3 березня | Ред Булл            |
| Ліверпуль                | 2 березня | Олімпік (Марсель)   |
| Динамо (Київ)            | 2 березня | Барселона           |
| Локомотив (Москва)       | 3 березня | Ференцварош         |
| Боруссія (Менхенгладбах) | 2 березня | Лаціо               |

| Команда 1         | Рахунок   | Команда 2            |
| ----------------- | --------- | -------------------- |
| Гурник (Забже)    | 3 березня | ПАОК                 |
| Олімпія (Любляна) | 3 березня | Сельта               |
| АПОЕЛ             | 3 березня | Віїторул (Констанца) |
| Аполонія          | 2 березня | Дьєр                 |
| Динамо (Загреб)   | 3 березня | Русенборг            |
| Гаммарбю          | 3 березня | Вотерфорд Юнайтед    |
| Галатасарай       | 2 березня | АЗ                   |
| Рейнджерс         | 2 березня | Кельн                |
| Анже              | 2 березня | Црвена Звезда        |
| Генк              | 3 березня | Жиліна               |
| Спарта (Прага)    | 2 березня | Бенфіка              |
| Базель            | 24 лютого | Оденсе               |
| Шериф             | 2 березня | Кайрат               |
| Чертаново         | 2 березня | Маккабі (Хайфа)      |
| Динамо (Мінськ)   | 3 березня | Лудогорець           |
| Шкендія           | 4 березня | Габала               |